# Cariñena (kommun)
Cariñena är en kommun i Spanien.   Den ligger i provinsen Provincia de Zaragoza och regionen Aragonien, i den nordöstra delen av landet, 230 km öster om huvudstaden Madrid. Antalet invånare är 3 572. Arean är 83 kvadratkilometer. Cariñena gränsar till Aguarón och Alfamén. 
Terrängen i Cariñena är platt åt nordost, men åt sydväst är den kuperad.